# Narcís Julià i Fontané
Narcís Julià i Fontané (Girona, 24 de maig de 1963) és un exfutbolista i entrenador català. De jugador va ocupar la posició de defensa i va ser internacional espanyol en categories inferiors. Un cop retirat com a futbolista, va exercir com a entrenador de diversos equips i també com a secretari tècnic del FC Barcelona. És germà del també exfutbolista Francesc Xavier Julià i Fontané.

## Trajectòria
A finals de la dècada dels setanta, després de passar per l'aleví, infantil, cadet i primer any de juvenil, Julià va debutar a les files del Girona FC, que per aleshores militava a la Segona Divisió B. La seua progressió va cridar l'atenció del Reial Saragossa, que el va fitxar el 1982. En aquest club es va incorporar en primera instància a l'equip filial, el Deportivo Aragón, amb el qual va jugar durant tres temporades.
La temporada 1985-86 va pujar al primer equip i va debutar a la màxima categoria. Julià militaria a les files del club saragossista fins a la seua retirada el 1994, quan tenia 30 anys. En total, hi va jugar 9 temporades, en què va acumular 183 partits i va marcar 3 gols, tot guanyant dues Copes del Rei (1986 i 1994). Durant aquest període es va enfrontar al seu germà Xavi, que per aquell moment jugava al Reial Oviedo. En l'únic partit en què es van enfrontar, el matx es va disputar a l'Estadi Carlos Tartiere i va finalitzar 1-1, essent el gol local marcat pel germà d'en Narcís Julià.
Després de penjar les botes, Narcís Julià va ingressar a l'equip tècnic de la plantilla saragossista, combinant el juvenil, el filial i el primer equip (en ambdós darrers casos com a segon entrenador). El 2001 va retornar al Girona FC en qualitat de director esportiu. I just en eixa època va baixar a la banqueta per dirigir el conjunt català durant la lligueta d'ascens a Segona divisió B, que finalment va assolir.
El 2004 va coincidir amb l'entrenador Víctor Fernández Braulio, que ja l'havia dirigit com a futbolista, per ocupar la banqueta del FC Porto i del Reial Saragossa.
A la meitat de la temporada 2009-10 va iniciar una nova experiència en solitari, aterrant de nou a la banqueta del Girona FC, ja ascendit a la Segona Divisió A. Julià va ocupar el lloc del destituït Cristóbal Parralo, i va aconseguir l'objectiu de mantenir la categoria, tot i que l'equip no va assegurar la permanència fins a l'última jornada.
El juliol de 2010, amb l'arribada de Sandro Rossell a la presidència del FC Barcelona, va ser anomenat secretari tècnic de l'àrea professional del club blaugrana, secció encapçalada per Andoni Zubizarreta. El gener de 2015, després d'una etapa convulsa als despatxos de l'equip blaugrana, fou acomiadat juntament amb Zubizarreta i Albert Valentín.